# Notopogon fernandezianus
Notopogon fernandezianus ist ein kleiner Meeresfisch aus der Gruppe der Seenadelartigen. Er kommt in kühlen Meeren auf der südlichen Erdhalbkugel vor. Fische dieser Art wurden bisher im südöstlichen Pazifik über der Nazca-Platte (z. B. im Schelf der Juan-Fernández-Inseln (Name) und der Salas-y-Gómez-Insel) und im südwestlichen Atlantik vom südwestlichen Brasilien bis zum nördlichen Argentinien nachgewiesen. Meldungen über ein Vorkommen an der Küste des südöstlichen Australien und von Neuseeland beruhen auf Verwechselungen mit dem Orangefarbenen Blasebalgfisch (Notopogon xenosoma).

## Merkmale
Notopogon fernandezianus kann eine Maximallänge von 18 Zentimeter erreichen. Sein Körper ist hochrückig und oval bis annähernd rund. Zusammen mit dem Kopf, der in einem langen, röhrenförmigen Maul ausläuft, ergibt sich so insgesamt eine Blasebalgförmige Gestalt. Die äußere Gestalt ändert sich im Laufe des Älterwerdens. Jungfische sind hochrückiger als die ausgewachsenen Fische, deren Rückenprofil mit zunehmendem Alter immer flacher wird. Die erste Rückenflosse wird von sechs Flossenstacheln gestützt, von denen der erste deutlich verlängert ist. Die zweite Rückenflosse und die Afterflosse stehen einander oberhalb und unterhalb des Schwanzflossenstiels annähernd symmetrisch gegenüber. Diese Rückenflosse wird von 6 Hart- und 17 Weichstrahlen gestützt, die Afterflosse besitzt 18 Weichstrahlen. Notopogon fernandezianus ist silbrig-weiß gefärbt. Die Kopfoberseite und das röhrenförmigen Maul sind dunkelblau, der Kopf unterhalb der Augen und der Kiemendeckel sind silbrig. Auf jeder Körperseite finden sich sechs schräge purpurblaue Streifen. Die Flossen sind annähernd transparent.

## Lebensweise
Notopogon fernandezianus lebt über dem Schelf von Kontinenten und Inseln in Tiefen von 150 bis 580 Metern. Wahrscheinlich ernähren sie sich von kleinen, planktonischen Krebstieren. Ihre Lebensweise ist weitgehend unbekannt.